# حديقة إيبنج فورست الوطنية
إيبنج فورست هي حديقة وطنية في ولاية كوينزلاند، أستراليا، 855 كم شمال غرب بريزبان.